# 1887 au Manitoba
Chronologie du Manitoba
- 1883
- 1884
- 1885
- 1886
- 1887
- 1888
- 1889
- 1890
- 1891

Cette page concerne des événements qui se sont produits durant l'année 1887 dans la province canadienne du Manitoba.

## Politique

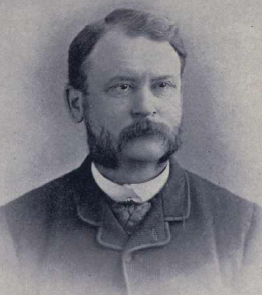
David Howard Harrison

- Premier ministre : John Norquay puis David Howard Harrison
- Chef de l'Opposition :
- Lieutenant-gouverneur : James Cox Aikins
- Législature :